# Rosalia sondaica
Rosalia sondaica är en skalbaggsart som beskrevs av Kriesche 1920. Rosalia sondaica ingår i släktet Rosalia och familjen långhorningar. Inga underarter finns listade i Catalogue of Life.